# 王壽衍
王壽衍（1273年—1353年）字眉叟，號玄覽、又號溪月散人。元代杭州人。
早年師從陳義高，至元二十五年（1288年），提舉杭州開元宮。元贞元年（1295年），提點住持杭州佑聖觀。至大二年（1309年），回到開元宮。至治初年（1321年），帝召入京，元英宗亲授“弘文辅道粹德真人”。卒葬德清县（今属浙江）。有弟子彭大年、陳子浩、張嗣顯等。